# Ици
Ици (Izi), псевдоним на Диèго Джермѝни (на италиански: Diego Germini; * 30 юли 1995 в Савиляно, Италия), е италиански рапър и актьор.
Неговите студийни албуми Pizzicato (2017) и Aletheia (2019) стават № 1 в италианската Класация на албумите на FIMI.

## Биография

### Ранни години и албумFenice
Роден в провинция Кунео, Северна Италия, той израства в град Коголето в провинция Генуа. На 17-годишна възраст напуска училище и бяга от дома, започвайки период на лутане, през който се сблъсква и с диабетна кома. В същото време започва да пише песни и да ги изпълнява, вдъхновен както от италианските и от международните рапъри, така и от певците-автори на песни от италианската сцена.
В първите години на дейност той се нарича с различни псевдоними като Eazyrhymes и след това Izi Erre. Присъединява се към колектива Уайлд Бандана и приема окончателния си псевдоним Ици (Izi) поради асонанса с английския термин „easy“ (лесно).
През 2015 г. се появява заедно с Тедуа в песента Mercedes nero на Сфера Ебаста и Чарли Чарлз, взета от албума на Сфера XDVR. Следващата година си сътрудничи с Тедуа в парчето Circonvalley, включено в микстейпа Orange County Mixtape.
През 2016 г. е избран от режисьора Козимо Алемà за главен герой на филма „Дзета – една хип-хоп история“, в който играе млад рапър в търсене на слава. След излизането на филма Ици издава първия си студиен албум Fenice („Феникс“), предшестван от сингъла Scusa („Извинявай“).
През юли 2016 г., след участието на рапъра в социалното парти на Златния кръст в Шабораска (подселище на Коголето), по време на което изпълнението му е преждевременно прекъснато, тъй като според организаторите пее рими срещу властта, той е изненадан в Аренцано от карабинери с количество марихуана, надвишаващо това за лична употреба с последвала жалба срещу него.
Приблизително по същото време той си сътрудничи с Чарли Чарлз при издаването на сингъла Niagara, издаден на 19 декември 2016 г. Сътрудничеството се подновява март 2017 г. със сингъла Bimbi („Деца“), в който също взимат участие Еркоми, Сфера Ебаста, Тедуа и Гали. Ици участва и в песента Telefonate („Телефоннни разговори“) на Тедуа, включена в албума на Тедуа Orange County California, издаден през януари 2017 г.

### АлбумиPizzicatoиAletheia
През май 2017 г. рапърът издава втория си албум Pizzicato („Пицикато“), предшестван с около месец от сингъла Pianto („Плач“). На записа той си сътрудничи с други изпълнители, принадлежащи към италианската хип-хоп сцена, включително Фабри Фибра и Канеда. Вторият сингъл от албума е 4GETU.
През октомври 2018 г. излиза сингълът Fumo solo („Пуша сам“) с продуцент Чарли Чарлз и Tha Supreme, първи сингъл от предстоящия трети студиен албум. През януари 2019 г. е ред на непубликуваното парче Magico („Магичен“). След сътрудничество с французина Dosseh в ремикса на сингъла Habitué, Ици издава албума си Aletheia, предшестван от втория сингъл Dammi un motivo („Дай ми причина“).
През юли 2019 г. е публикуван микстейпът Machete Mixtape 4, в който Ици присъства в Mammastomale – песен, записана заедно с Джемитец и Салмо.
През септември 2019 г. участва и в албума Mattoni на продуцента Найт Скини, където се появява в парчето Mille Strade заедно с римския рапър Ketama126.

### АлбумRiot
На 30 октомври 2020 г. излиза четвъртият албум на Ици Riot, предшестван от сингъла Pusher.
През 2022 г. той е сред главните герои на документалния филм La nuova scuola genovese („Новата генуезка школа“) от Клаудио Кабона, режисиран от Юри Делаказа и Паоло Фосати, който разказва за общата нишка, свързваща лигурското писане на песни с хип-хоп сцената, утвърдила се от 2000-те г. насам. 
На 10 февруари 2023 г., по случай четвъртата вечер на 73-тия фестивал в Санремо, посветена на кавърите, той дуетира с Мадам в песента Via del Campo от Фабрицио Де Андре.

## Дискография

### Студийни албуми
- Fenice (2016)
- Pizzicato (2017)
- Aletheia (2019)
- Riot (2020)

### Микстейпове
- Macchie di Rorshach, със Сангуе (2013)
- Kidnapped Mixtape (2014)
- Julian Ross Mixtape (2015)

### Сингли
Като основен изпълнител
- 2016 – Chic
- 2016 – Scusa (feat. Moses Sangare)
- 2016 – Niagara (c Чарли Чарлз)
- 2017 – Pianto
- 2017 – 4GETU
- 2017 – Tutto torna
- 2018 – Fumo da solo
- 2019 – Magico
- 2019 – Dammi un motivo
- 2019 – Cometa (feat. Dosseh)
- 2020 – Pusher
- 2020 – Domani (feat. Federica Abbate и Piccolo G)

Като гост изпълнител
- 2015 – Dal quartiere (Peppe Soks и Капо Плаза feat. Young B и Ици)
- 2016 – Giovane Giovane (Laioung ft. Ици и Тедуа)
- 2016 – Aeroplanini di carta (Еркоми feat. Ици)
- 2016 – Fenomeno (Ерния feat. Ици)
- 2017 – Bimbi (Чарли Чарлз feat. Ици, Еркоми, Сфера Ебаста, Тедуа и Гали)
- 2017 – Resident Evil (TY1 feat. Ици и Клементино)
- 2017 – Rap (Чарли Чарлз feat. Ици)
- 2017 – We We (Le Scimmie ft. Ици)
- 2018 – True Story (Sick Luke feat. Ици)
- 2019 – Pregiudicati (Джани Бисмарк feat. Ици)
- 2019 – Habitué (Italian Remix) (Dosseh feat. Ици)
- 2019 – La notte chiama (Ex-Otago feat. Ици)
- 2020 – Piña Colada (Маргерита Викарио feat. Ици)
- 2020 – Benedetta (Vaz Tè feat. Ици)
- 2020 – Vivere (Mecna feat. Izi)
- 2021 – Blueface (Vaz Tè e Disme feat. Ици)
- 2022 – Latitanza (Disme feat. Izi)
- 2023 – Connexion (Helmi Sa7bi feat. Samara, Izi e AbSynapse)

### Сътрудничества
- 2015 – Mercedes nero (Sfera Ebbasta feat. Tedua e Izi)
- 2015 – Non lo so (Ghali feat. Izi)
- 2016 – Swisher (Dark Polo Gang feat. Izi)
- 2016 – Vllblvck (Nitro feat. Jack the Smoker e Izi)
- 2016 – Circonvalley (Tedua feat. Izi)
- 2016 – Telefonate (Tedua feat. Izi)
- 2017 – Il ritorno dalle stelle (Dargen D'Amico feat. Isabella Turso, Tedua, Rkomi e Izi)
- 2017 – Rockstar (Coyote Jo Bastard feat. Izi)
- 2017 – 6 A.M. (The Night Skinny feat. Gué Pequeno e Izi)
- 2018 – True Story (Duke Montana feat. Izi prod. Sick Luke)
- 2019 – Cazal (Lazza feat. Izi)
- 2019 – Mammastomale (Gemitaiz e Izi feat. Salmo)
- 2019 – Mille strade (The Night Skinny feat. Ketama126 e Izi)
- 2020 – Stupida allegria (Emma Marrone feat. Izi)
- 2020 – Manhattan (Tedua feat. Guesan, Izi, Vaz Tè e Ill Rave)
- 2020 – Nuvole (Jack the Smoker feat. Izi)
- 2020 – Babadook (Guesan feat. Izi)
- 2020 – Marte (Gemitaiz feat. Izi)
- 2020 – Bvlgari Black Swing (Achille Lauro feat. Izi e Gemitaiz)
- 2021 – Ottagono (Nex Cassel feat. Izi)
- 2021 – Dio non è sordo (Mace feat. Izi, Jack the Smoker e Jake La Furia)
- 2021 – Oh mami (DrefGold feat. Izi)
- 2021 – Santa Bandana (64 Bars) (Izi e Low Kidd)
- 2021 – Nulla (Side Baby feat. Izi)
- 2021 – Blueface (Disme e Vaz Tè feat. Tedua e Izi)
- 2022 – Temporale (Sick Luke feat. Ketama126, Izi e Luchè)
- 2022 – Faccio cose (Sick Luke feat. Jake La Furia, Fabri Fibra e Izi)
- 2022 – Come stai (Bresh feat. Izi)

## Музикални видеоклипове
Като основен изпълнител
- Scusa (2016)
- Chic (2016)
- Sobrio (2016) ft. Сфера Ебаста
- Wild Bandana (2017) ft. Тедуа и Вац Те
- Tutto a posto (2017) ft. Сфера Ебаста
- Fumo da solo (2018)
- Magico (2019)
- Cometa (2020) ft. Dosseh
- Pusher (2021) с Vaz Tè и Guesan
- Al Pacino (2021) ft. IDK

Като гост изпълнител
- Dal quartiere (2015) (Peppe Soks и Капо Плаза feat. Young B и Ици)
- Giovane Giovane (2016) (Laioung ft. Ици и Тедуа)
- Fenomeno (2016) (Ерния feat. Ици)
- Aeroplanini di carta (2016) (Еркоми feat. Ици)
- We We (2017) (Le Scimmie ft. Ици)
- Bimbi (2017) (Чарли Чарлз feat. Ици, Еркоми, Сфера Ебаста, Тедуа и Гали)
- Resident Evil (2017) (TY1 feat. Ици и Клементино)
- Rap (2017) (Чарли Чарлз feat. Ици)
- Pregiudicati (2019) (Джани Бисмарк feat. Izi)
- Piña Colada (2020) (Margherita Vicario ft. Ици)
- Benedetta (2020) (Vaz Tè feat. Ици)
- Blueface (2021) (Vaz Tè e Disme fr. Ици)

## Филмография
- 2016: Zeta – Una storia hip hop, реж. Козимо Алемà, главна роля като Дзета
- 2022: La nuova scuola genovese, реж. Юри Делаказа и Паоло Фосати